# Jepson Art Institute
Le Jepson Art Institute, fondé en 1945 par l'artiste Herbert Jepson (en), est une école d'art située au 2861 West 7th Street dans le quartier de Westlake au centre de Los Angeles, en Californie.   

## Histoire
Avant de fonder l'institut, Herbert Jepson (en) avait enseigné pendant une douzaine d’années au prestigieux Chouinard Art Institute de Los Angeles.
L'école prospère de 1947 à 1953 et devient un centre important de dessin expérimental, de théorie de l'art (esthétique) et de gravure. 
Le Jepson Art Institute ferme ses portes en 1954.

## Personnes
À la faculté, des artistes figuratifs de renommée internationale comme Rico Lebrun et Francis de Erdely, ont attiré des étudiants qui se sont ensuite distingués dans leurs domaines respectifs, tels que la sculptrice Marisol Escobar ("Marisol"), les peintres Frederick Hammersley et Delmer J. Yoakum, l'illustrateur David Passalaqua, le directeur artistique Richard Bousman et le sculpteur architectural Malcolm Leland. 
Vincent Price, Zero Mostel et la comédienne Fanny Brice (mère de l'artiste et instructeur, William Brice), des sommités du monde du spectacle, venaient souvent au Jepson Art Institute pour écouter les conférences de Lebrun et assister à des cours avec Jepson, qui était connu en tant que dessinateur de figures accompli. 
L'art de la sérigraphie a été initié à l'Institut d'art Jepson par le graveur Guy Maccoy, l'un des premiers à avoir développé les techniques de la sérigraphie en tant que moyen d' expression artistique. Jepson est également le fondateur de l'institut occidental de sérigraphie. 
Hammersley, William Brice, Howard Warshaw, Milly Rocque, Geno Pettit et Roger Hollenbeck comptaient parmi les autres instructeurs. Le département Design de l'Institut comprenait des enseignants, Bill Moore, graphiste bien connu, C. Manfred Grove, directeur artistique de la publicité, Gene Allen et Kip Stewart, qui devint plus tard un designer californien bien connu. 

### Anciens élèves notables
- Logan Mills Fleming
- Wallace Berman
- Howard Bradford
- Frank Tolles Chamberlin
- Marisol Escobar
- Milton Gershgoren
- James Grant
- Frederick Hammersley
- Robert Irwin
- Malcolm Leland
- Shirley Silvey[1]
- Morton Traylor
- David Weidman[2]
- Delmer J. Yoakum